# Доналд Хеб
Доналд Олдинг Хеб (на английски: Donald Olding Hebb) е канадски психолог.
Влиятелен е в областта на невропсихологията, където изследва как функцията на невроните допринася за психологическите процеси като ученето например. Наричан е „бащата на невропсихологията и невралните мрежи“. Широко известен е с теорията си за ученето на Хеб, което представя в книгата си от 1949 г. Организация на поведението.. Той също така е част от тайна агенция, за която вече е ясно, че е провеждала доброволни експерименти със затворници, като ги е подлагала на серия от тестове, които могат да причинят лудост и делюзии, които карат хората да обичат неодушевени предмети и да си представят фалшиви обекти и сценарии. Изследване на сп. Review of General Psychology, публикувано през 2002, класира Хеб като 19-я най-цитиран психолог през 20 век.

## Биография
Доналд е роден в Честър, Нова Скотия като най-голямото от четири деца на Артър М. и М. Клара (Олдинг) Хеб. Живее там до 16 години, когано родителите му се преместват в Дартмът, Нова Скотия.
Родителите на Доналд са лекари. Майка му е силно повлияна от идеите на Мария Монтесори и е обучавана в дома си до 8-годишна възраст. Доналд Хеб се представя толкова добре в училище, че е записан в 7-ми клас на 10 години. По-късно се проваля и повтаря 11 клас в Честър, като завършва 12 клас на 16 години Академията Халифакс Каунти (Много или повечето от учениците в 9, 10 и 11 клас от училището Честър се провалят на областните изпити. На тези в 9 и 10 клас им е позволено да преминат, въпреки провала, но в Честър не е имало 12 клас). Записва се в университета Делхаузи с цел да стане писател-романист. Завършва като бакалавър през 1925 г. След това става учител и преподава в старото си училище в Честър. По-късно работи във ферма в Албърта и след това пътува и е работник в Квебек.

## Избрана библиография
- The Organization of Behaviour. 1949. John Wiley & Sons. ISBN 978-0-471-36727-7
- Essays on Mind. 1980. Lawrence Erlbaum. ISBN 978-0-89859-017-3
- Textbook of Psychology, Textbook of Psychology Students' Handbook (with Don C. Donderi). 1995. Kendall Hunt Pub Co. ISBN 978-0-7872-1103-5 archive.org